# Slagelse FH
Slagelse DT (pełna nazwa: Slagelse Dream Team) – duński klub piłki ręcznej kobiet. Założony w 1997 roku w Slagelse. Od sezonu 2012/13 w klubie występuje Polka - Malwina Leśkiewicz.

## Sukcesy
- Mistrzostwo Danii (2003, 2005, 2007)
- Puchar Danii (2003)
- Liga Mistrzyń (2004, 2005, 2007)
- Puchar EHF (2003)